# Броненосные крейсера типа «Шарнхорст»
Броненосные крейсера типа «Шарнхорст» — тип крейсеров германского императорского флота времён Первой мировой войны. Самые знаменитые броненосные крейсера Германии. Построены два корабля: «Шарнхорст» (SMS Scharnhorst) и «Гнейзенау» (SMS Gneisenau).

## Проектирование и постройка
В отличие от всех предыдущих серий броненосных крейсеров, проектировались как корабли предназначенные для плавания в отдалённых водах. Автором проекта и общим руководителем постройки, был тайный советник Бюркнер. Задачей конструкторов становилось добиться увеличения скорости и улучшения мореходности — новые крейсера создавались специально для колониальной службы, отчего ходовые качества для них были чрезвычайно важны.
Являлись дальнейшим развитием проекта броненосного крейсера «Роон» (Roon), с дальнейшим увеличением мощности машин и вооружения. Была улучшена защита — поясной брони и казематов возросла до 150 мм, толщина лобовой брони башен увеличилась до 170 мм, а боевой рубки — до 200 мм. Было увеличено количество котлов до 18 штук с переходом на тонкотрубную конструкцию, данные котлы были более прогрессивными, чем применявшиеся на британских и французских крейсерах. Предусматривалось также частичное нефтяное отопление котлов. Крейсера должны были превзойти по боевым возможностям британский «Дюк оф Эдинбург» и французский «Леон Гамбетта» и приблизиться к строящимся «Минотаврам» и «Вальдек-Руссо», которые были значительно крупнее немецких крейсеров.

## Конструкция

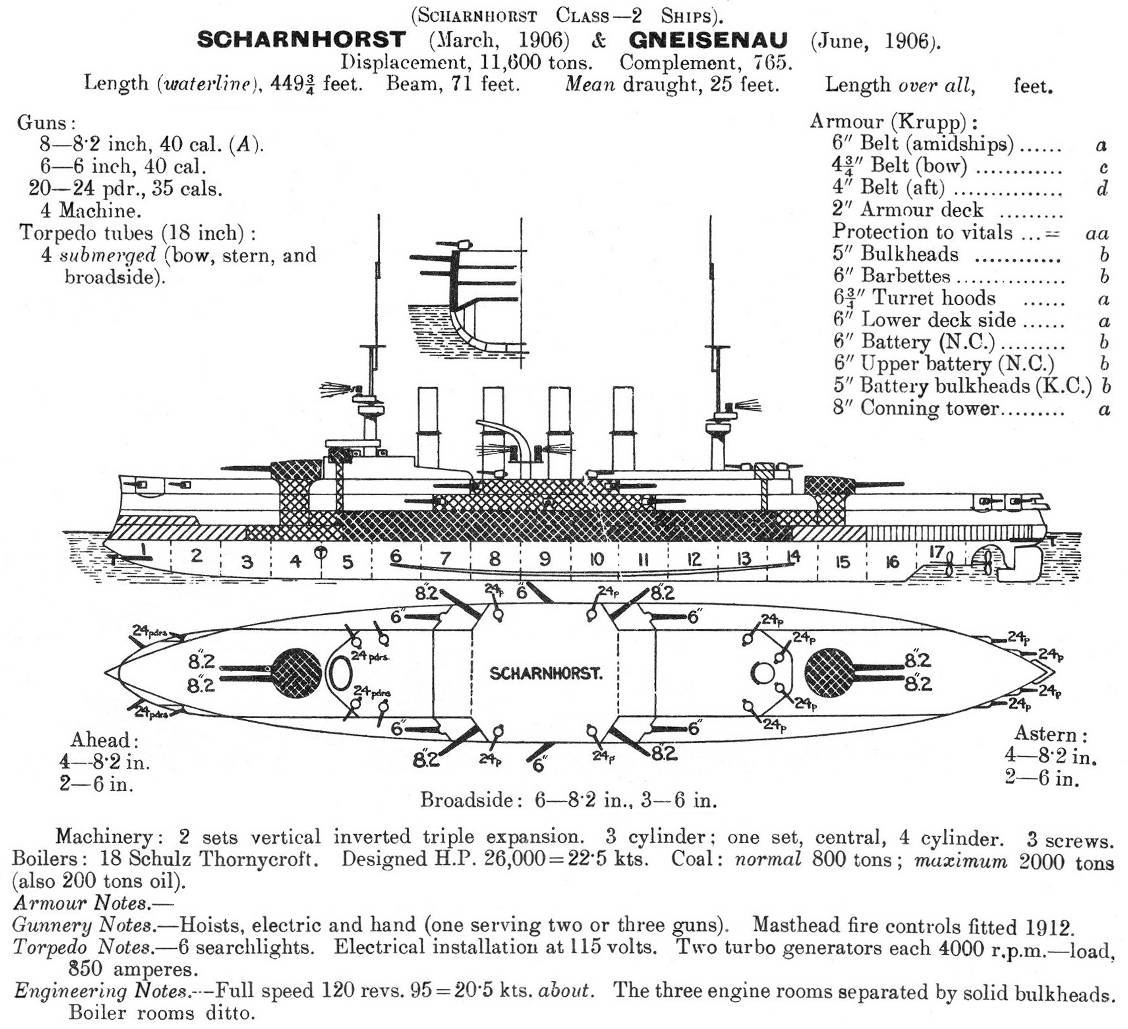
Броненосные крейсера типа «Шарнхорст». Схема.

Броненосные крейсера типа «Шарнхорст» стали венцом созданной немецкими конструкторами эпохи Тирпица собственной кораблестроительной школы.
Высокий форштевень обеспечивал крейсеру лучшую мореходность, а высоко расположенные носовые орудия позволяли вести стрельбу даже при высоком волнении моря.
Удлиненный полубак по протяженности занимал больше 2/3 длины корабля. Характерной чертой крейсеров стал отказ от размещения в башнях бортовых орудий, как это было сделано на предыдущих крейсерах. Поперечная метацентрическая высота 1,18 м, продольная 159 м. Остойчивость была максимальная при 41° крена и нулевой при 81°.
| Весовые статьи               | Furst Bismarck | Scharnhorst |
| ---------------------------- | -------------- | ----------- |
| Корпус и оборудование        | 37,20 %        | 35,80 %     |
| Бронирование                 | 25,40 %        | 26,70 %     |
| Энергетическая установка     | 13,90 %        | 16,50 %     |
| Вооружение артиллерийское    | 7,03 %         | 7,65 %      |
| Вооружение торпедное         | 0,72 %         | 0,44 %      |
| Снабжение (вкл. запасы воды) | 6,34 %         | 6,07 %      |
| Нормальный запас топлива     | 9,40 %         | 6,84 %      |

Носовая оконечность была традиционной для немецких броненосных крейсеров таранной формы. Таран в подводной части был усилен шпироном.

### Корпус
Корпус крейсеров делились водонепроницаемыми переборками на 15 основных отсеков. Двойное дно высотой около 1,2 м шло на протяжении 60 % длины корпуса. Корпуса кораблей набирались по смешанной системе набора. В двойном дне имелось 62 цистерны, которые использовались для хранения питьевой, мытьевой и питательной воды и жидкого топлива.
Хотя корпус считался достаточно широким, тем не менее, он стал наиболее острым из всех немецких броненосных крейсеров — отношение L/B составило 6,52 против 6,09 у «Roon» и 5,88 у «Furst Bismarck». Большие крейсера последующих проектов также имели меньшее удлинение.
Носовая оконечность крейсеров типа «Шарнхорст» имела таранную форму с закругленным вперед форштевнем. Таран в подводной части был усилен шпироном для возможности нанесения таранного удара.
Конструкции корпуса изготовлялись из мягкой судостроительной стали Сименс-Мартина. Так же из того же материала изготовлялись листы днищевой и бортовой обшивки. Набор собирался по продольно-поперечной (бракетной) системе. Шпация, традиционно для больших кораблей германского флота, равнялась 1,20 метра.
Спасательные средства состояли из одного адмиральского катера, трёх паровых катеров, двух баркасов, одного
полубаркаса, двух куттеров (вельботов), одного гига, трёх ялов, одной двойки (тузик) и одной складной шлюпки.
Катера можно было вооружить пулемётами, устанавливаемыми в съёмных гнездах, а при высадке десантных партий при необходимости можно было установить и десантные пушки на специальных лафетах.
Корабли имели скуловые кили, доковых килей не предусматривалось.

### Рангоут
Крейсера стали последними крейсерами Германского флота с мачтами большого диаметра с боевыми марсами на них. Боевой марс фок-мачты размещался на 17-метровой высоте, на грот-мачте — 2 метрами ниже. На каждом марсе были установлены два пулемёта на поворотных штырях. Высота клотиков брам-стеньг обеих мачт над конструктивной ватерлинией составляла 50,0 метров.
Количество дымовых труб — четыре.
Корабли имели один полубалансирный руль, обладали хорошими мореходными качествами, но были подвержены сильной бортовой качке.

### Якоря
Крейсера имели три становых 7-тонных якоря Холла без штока. В корме имелся два якоря (стоп-анкер и верп): 1,75-тонный и 0,8-тонный. Все якоря — системы Холла.

### Бронирование
Бронирование жизненно важных частей корпуса выполнялось из крупповской цементированной стали. Общий вес бронирования достигал 26,5 % от нормального водоизмещения. Толщина главного броневого пояса доходила до 150 мм. По высоте он состоял из двух рядов плит одинаковой толщины 150 мм. Высота каждого ряда плит равнялась 2,2 м. Нижний ряд на 1,2 метра ниже ватерлинии — и по высоте доходил до настила броневой палубы — на метр выше ватерлинии пр нормальном водоизмещении. Плиты главного пояса укладывались на подкладку из тикового бруса толщиной 50 мм. Толщина обшивки под броней равнялась 10 мм. Плиты для защиты бортов в оконечностях корабля изготавливались из закаленной никелевой стали и укладывались на тиковую подкладку толщиной 50 мм. В кормовой части бортовая броня начиналась от 2-го шпангоута и продолжалась до цитадели. Толщина плит не была одинаковой и равнялась 80 мм (от 2-го до 12-го шпангоута) и 100 мм (от 12-го до 24-го шпангоута). В носовой части от 82-го до 91-го шпангоутов толщина плит равнялась 120 мм, далее вплоть до форштевня — 80 мм. Броневая палуба была разноуровневой — внутри цитадели располагалась на метр выше ватерлинии, а в оконечностях вне цитадели — на 1,0 — 1,2 метра ниже. Бронирование каземата достигало 150 мм, траверсов верхнего пояса — 120 мм, палубы 25 и 40-50 мм, а над рулевой машиной 60 мм, скосы палубы − 55 мм. Толщина лобовой части башни равнялась 170 мм и стенок 150 мм, толщина её крыши — 30 мм. Толщина стенки передней боевой рубки составляла 200 мм, её крыши — 30 мм, кормовой боевой рубки — 50 и 20 мм соответственно.

### Вооружение

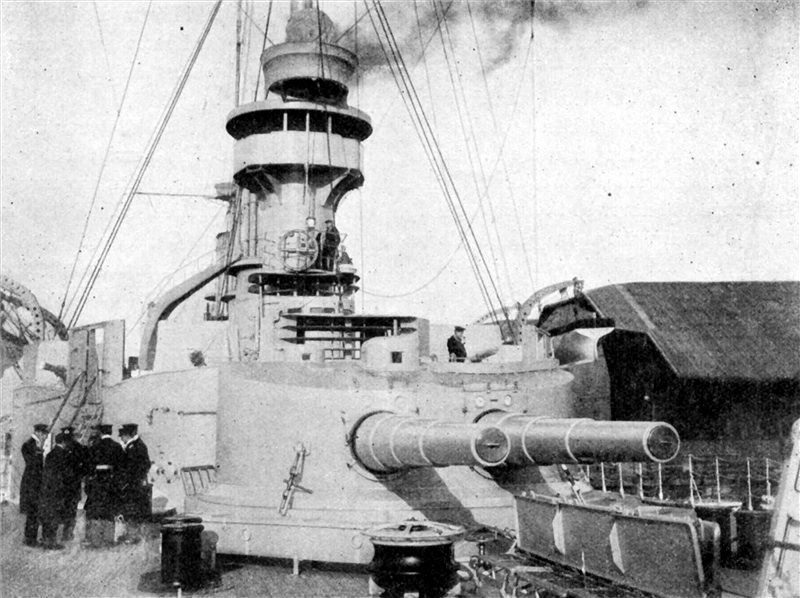
Главный калибр «Шарнхорста»

Вооружение корабля состояло из двух двухорудийных башенных артиллерийских установок 21-см скорострельных орудий С/01 с длиной ствола 40 калибров (фактический диаметр составлял 209,3 мм), которые были установлены в носу и в корме в диаметральной плоскости, и четырёх таких же орудий, установленных в казематах. Это была вынужденная мера, иначе в данную осадку и заданное водоизмещения уложиться было невозможно. Угол вертикального наведения — 5° + 30° у башенных и −5° + 16° у казематных. Башенные орудия имели наибольшую дальность прицельного выстрела 16 300 м (88 каб), казематные 12 400 м (67 каб), боезапас 700 снарядов. Масса снаряда 108 кг, вес взрывчатого вещества снаряда «Psgr.L/2,9» 2,56 кг, вес метательного заряда 29,5 кг.
Артиллерия среднего калибра состояла из 6 скорострельных орудий калибра 149 мм/40. Боезапас составлял 1020 снарядов. Дальность стрельбы при возвышении 20 ° 13,7 км. Вес снаряда 40 кг, вес взрывчатого вещества фугасного снаряда «Spgr.L/З» 1,62 кг, полубронебойного «Gr.L/3,2» 1,15 кг (бронебойные снаряды не предусматривались), такими орудиями вооружались немецкие броненосные крейсера начиная с «Фюрст Бисмарка», кончая типом «Шарнхорст». Заряды упаковывались в шёлковую оболочку, металлические гильзы для зарядов в германском флоте появились чуть позже.
К вспомогательной артиллерии относились 18 скорострельных 88-мм орудий на центральном штыре С/01 с длиной ствола 35 калибров. Угол вертикального наведения 88-мм орудий равнялся — 5° + 25°, дальность стрельбы при возвышении 25 ° 49,1 кабельтова (9,1 км), боезапас 2700 выстрелов. Скорость стрельбы из орудия составляла 15 выстрелов в минуту. Вертикальная наводка ствола и разворот лафета в горизонтальной плоскости осуществлялись только вручную. Снаряд весом 7 кг имел разрывной заряд весом 0,22 кг (3,1 %), вес метательного заряда 1,67 кг (RP.C/00 или С/06). Размещались 88-мм орудия в отдельных казематах в носовой оконечности крейсеров на уровне верхней палубы (четыре орудия) и в корме, на уровне батарейной палубы (также четыре орудия). Остальные десять орудий были установлены на открытых участках надстройки за стальными защитными щитами прямоугольной формы.
Торпедное вооружение крейсера состояло из четырёх подводных торпедных аппаратов калибра 450 мм: одного носового, двух бортовых и одного кормового с общим боекомплектом из 11 торпед.
Для вооружения десантных партий имелось две 6 см/21 десантных пушки и 225 винтовок mod 98 и 90 пистолетов М.1904. Десантные пушки можно было использовать для вооружения катеров и баркасов. Орудия могли стрелять на дальность 4,3 км пи угле возвышения 19,25°.

### Энергетическая установка
Три 3-цилиндровые паровые машины тройного расширения вращали три винта различного диаметра. «Шарнхорст» : средний четырёхлопастный 4,7 м, два бортовых четырёхлопастных 5,0 метровых. «Гнейзенау»: средний четырёхлопастный 4,6 м, два бортовых четырёхлопастных 4,8 метровых. Правый винт имел правостороннее вращение, средний и левый — левостороннее. Проектная мощность силовой установки: 26 000 л. с.. Каждая паровая машина имела один цилиндр высокого давления ∅ 1021,2 мм, один цилиндр среднего давления ∅ 1499,3 мм и, наконец, один цилиндр низкого давления ∅ 2349,4 мм. Длина хода поршней была одинаковой — 1050 мм. Отношение объёмов цилиндров высокого, среднего и низкого давлений равнялось как 1:2,16:5,30. Пар вырабатывали 18 тонкотрубных паровых котлов Военно-морского типа (Шульце-Торникрофта), давлением 16 атм., вместо толстотрубных котлов Дюрра на предыдущих крейсерах, расположенные в пяти котельных отделениях. Котлы не были одинаковы. Восемь котлов из двух кормовых отделений (1-е и 2-е) имели по три топки каждый с площадью колосниковой решетки по 4,06 м². Остальные котлы — по две топки с площадью решетки по 3,5 м². Два котла в носовом отделении были приспособлены для сжигания жидкого топлива. Общая поверхность нагрева составляла 6300 м² — 6315 м². Каждая главная паровая машина имела по одному главному конденсатору поверхностного охлаждения с внутренним теплообменником с двумя группами горизонтально расположенных охлаждающих труб, в котором поступающий из цилиндров паровых машин отработанный (мятый) пар конденсировался в воду. Впервые для германского большого крейсера предусматривалась частичная возможность пользования жидкого топлива.
На испытаниях оба крейсера превысили проектную мощность и скорость: «Шарнхорст» показал 23,5 узла при мощности силовой установки 28 783 л. с., «Гнейзенау» 23,6 при мощности 30 396 л. с.
Полный запас угля на крейсерах составлял 2000 тонн, из которых 800 составляли нормальный запас. Запас жидкого топлива составлял 200 тонн. Для хранения угля предназначались главные верхние угольные ямы, которые находились над скосами броневой палубы вдоль бортов в отсеках котельных отделений и носовой машины. Из них уголь подавался пересыпанием их в котельные отделения через специальные трубы-желоба, которые проходили в прорези броневой палубы. Запасные котельные бункеры (Kesselbunker) располагались за бортовыми переборками трёх кормовых котельных отделений. Так же имелись защитные угольные бункеры (Schutzbunker), входящие в систему бортовой защиты. Они находились под скосами броневой палубы, между котельными отделениями и незаполненными защитными отсеками — на протяжении котельных отделений. Уголь в этих отсеках находился ниже ватерлинии и расходовался в последнюю очередь. Дальность плавания при наибольшем запасе принимаемого топлива составляла 5120 миль 12-узловым ходом или 4800 миль 14-узловым ходом.
Электроэнергию кораблям обеспечивали четыре турбогенератора общей мощностью 260 кВт, напряжением 110 вольт, размещенных в двух помещениях ниже броневой палубы побортно от кормовым машинного отделения.

## История

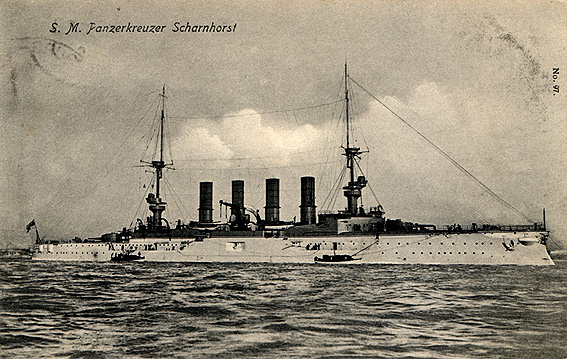
«Шарнхорст» на почтовой открытке

«Шарнхорст» — Заложен в январе 1905 спущен 22 марта 1906, вошёл в строй 24 октября 1907.
«Гнейзенау» — Заложен в декабре 1904, спущен 14 июня 1906, вошёл в строй 6 марта 1908.
В июне 1904 года на стапеле верфи «A. G. Weser» в Бремене состоялась закладка нового броненосного крейсера с бюджетным именем «С», а 3 января 1905 года на верфи «Blohm und Voss» в Гамбурге был заложен крейсер «D». Невзирая на более позднее начало работ гамбургская верфь вела работы намного быстрее и спустила корабль на воду намного раньше. 22 марта 1906 года крейсер «D» был спущен на воду, получив при этом имя «Schamhorst».
После ввода в строй оба корабля были переданы в состав Германской Восточно-Азиатской крейсерской эскадры, на «Шарнхорсте» поднял флаг адмирал Максимилиан фон Шпее.

## Оценка проекта

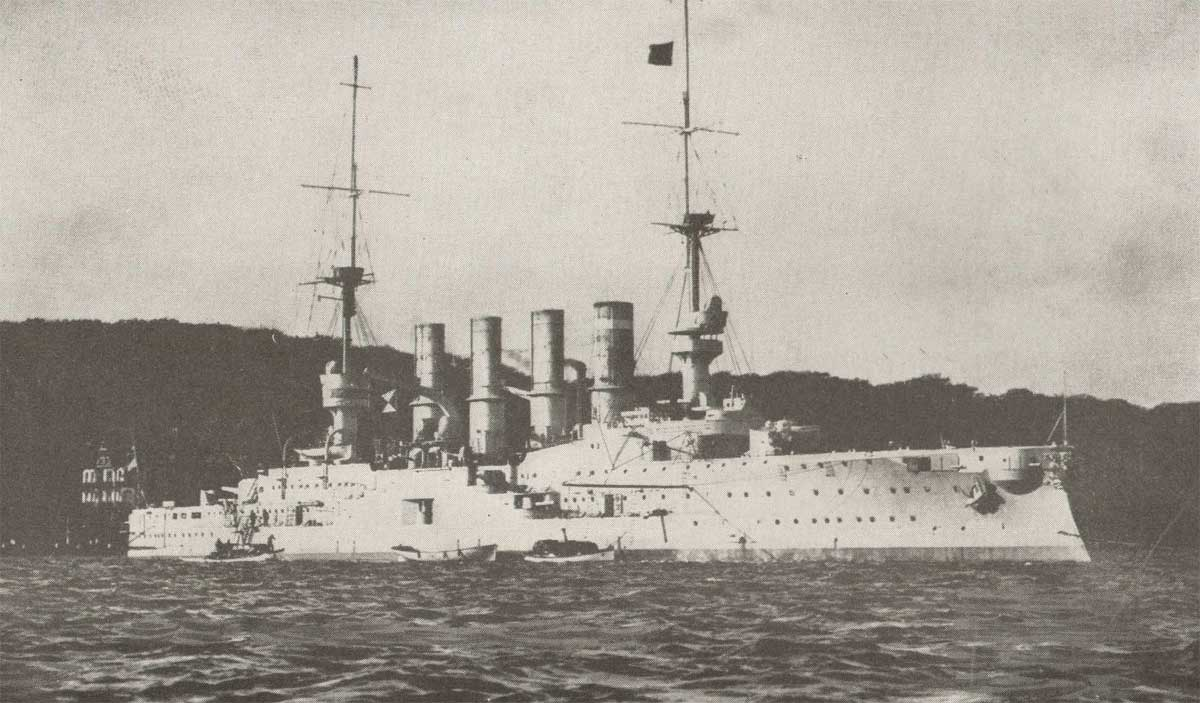
«Гнейзенау»

Широко распространено мнение, что «Шарнхорст» и «Гнейзенау» являлись намного более сильными боевыми единицами, чем их предшественники и значительно отличались от них конструкцией и живучестью. На самом деле, в этих уже очень поздних по времени закладки кораблях немцы только попытались «заткнуть» те конструктивные «дыры», которые очевидно сквозили в предшественниках.
| Орудие                               | 9.2"/46,7 Mark Х | 6"/50 Mark XI | 21 cm SK L/40 | 15 cm SK L/40 |
| ------------------------------------ | ---------------- | ------------- | ------------- | ------------- |
| Год начала эксплуатации              | 1900             | 1906          | 1901          | 1898          |
| Калибр, мм                           | 234              | 152           | 208           | 150           |
| Длина ствола, калибров               | 46,7             | 50            | 40            | 40            |
| Скорострельность, выстрелов в минуту | 3 — 4            | 5 — 7         | 5             | 5 — 6         |
| Углы склонения                       | -5°/+15°         | -7°/+15°      | −5°/+30°      | -7°/+20°      |
| Тип заряжания                        | картузное        | картузное     | картузное     | картузное     |
| Вес снаряда, кг                      | 172,4            | 45,3          | 108           | 40            |
| Начальная скорость, м/с              | 847              | 895           | 780           | 800           |
| Максимальная дальность стрельбы, м   | 14 170           | 13 085        | 16 300        | 13 700        |

|                                              | «Цукуба»           | «Минотавр»            | «Йорк»           | «Шарнхорст»         | «Рюрик II»        | «Теннесси»         | «Пиза»            |
| -------------------------------------------- | ------------------ | --------------------- | ---------------- | ------------------- | ----------------- | ------------------ | ----------------- |
| Заложен                                      | 1905               | 1905                  | 1903             | 1905                | 1905              | 1903               | 1905              |
| Вступил в строй                              | 1907               | 1908                  | 1905             | 1907                | 1908              | 1906               | 1909              |
| Размерения, м (Д×Ш×О)                        | 137,1×23×8         | 158,2×22,7×7,91       | 127,8×20,2×7,8   | 144,6×21,6×8,17     | 161,2×22,86×7,92  | 153,8×22,2×7,62    | 140,5×21,0×7,1    |
| Водоизмещение нормальное                     | 13 750 т           | 14 595 ts             | 9533 т           | 11 616 т            | 15 170 т          | 14 500 ts          | 9832 т            |
| Полное                                       | 15 400 т           | 16 085 ts             | 10 266 т         | 12 985 т            | 18 500 т          | 15 715 ts          | 10 600 т          |
| Силовая установка                            |                    |                       |                  |                     |                   |                    |                   |
| Мощность номинальная, л. с. (скорость, узлы) | 20 500 (20,5)      | 27 000 (23)           | 19 000 (21)      | 26 000 (22,5)       | 19 700 (21)       | 27 500 (22)        | 20 000 (23)       |
| Максимальная, л. с. (скорость, узлы)         | 20 736 (20,5)      |                       | 20 031 (21,4)    | 28 783 (23,5)       | 20 580 (21,43)    |                    | 20 808 (23,47)    |
| Дальность плавания, миль (на ходу, узлов)    |                    | 2920 (20,5) 8150 (10) | 4200 (12)        | 4800 (14) 5120 (12) |                   | 6500 (10)          | 2500 (12)         |
| Бронирование                                 |                    |                       |                  |                     |                   |                    |                   |
| Борт                                         | 178                | 152                   | 100              | 150                 | 152               | 127                | 200               |
| Палуба                                       | 51                 | 38                    | 40               | 50                  | 38 + 25           | 76                 | 130               |
| Башни                                        | 178                | 203                   | 150              | 170                 | 203               | 229                | 180               |
| Вооружение                                   | 4×305-мм 12×152-мм | 4×234-мм 10×190-мм    | 4×21-см 10×15-см | 8×21-см 6×15-см     | 4×254-мм 8×203-мм | 4×254-мм 16×152-мм | 4×254-мм 8×190-мм |